# Service d'authentification gouvernementale
Le Service d'authentification gouvernementale est un système d'authentification du gouvernement du Québec. Il permet aux particuliers et aux entreprises leur accès aux services en ligne.
Le Service d'authentification gouvernementale est le successeur du système clicSÉQUR, mis en fonction en 2005. Il est prévu que ces deux systèmes coexistent jusqu'au 31 décembre 2025.

## Histoire
En 2011, le Secrétariat du Conseil du trésor crée une table de concertation regroupant les ministères et organismes pour améliorer l'évolution du système clicSÉQUR. Le 1er janvier 2022, le ministère de la Cybersécurité et du Numérique est créé et promet la mise en place d'un nouveau système d'authentification.
Le 20 février 2023, la Société de l'assurance automobile du Québec est le premier organisme gouvernemental à utiliser le service d'authentification. Le lancement de SAAQclic, la plateforme de cette société d'État, connait d'importants ratés pendant plusieurs semaines. Le ministre de la Cybersécurité et du Numérique affirme alors que le service d'authentification n'est pas en cause. Cependant, le système d'authentification a bloqué les citoyens qui n'avaient pas en main leurs plus récents avis de cotisation, des documents fiscaux auxquels nombre d'entre eux n'avaient pas aisément accès.
En juin 2024, le Service d’authentification gouvernementale comptait un peu moins de 1,4 million d’utilisateurs. L'objectif gouvernemental est de 3,3 millions d’utilisateurs pour 2024-2025, soit 45 % de la clientèle potentielle.
Il est prévu que le Service d’authentification gouvernementale soit la « porte d’entrée unique » de tous les services gouvernementaux d'ici 2028.
En mai 2025, est révélé ce qui est qualifié d'Omerta , à savoir le fait que le ministre Éric Caire a fait appel au fraudeur Yan Ouellet, et ce malgré le fait qu'il était déjà dans le viseur des autorités, avec ses actifs bloqués depuis 2018 par le tribunal de l'autorité des marchés financiers. Yan Ouellet, a été arrêté à Boston en 2023, puis condamné en novembre dernier à 51 mois de prison pour son rôle dans le scandale sur la monnaie virtuelle PlexCoin.

## Services en ligne
En date de mars 2025, le Service d’authentification gouvernementale permet d'accéder aux services gouvernementaux suivants :
- SAAQclic
- Service québécois de certification du personnel éducateur de la petite enfance
- Carnet santé Québec
- Régime public d’assurance médicaments
- Carte d'assurance maladie
- Consentement au don d’organes et de tissus
- Directives sur les soins en cas d’inaptitude
- Certificat pour la vente et l’utilisation de pesticides

## Fonctionnement
L'inscription au Service d’authentification gouvernementale s'effectue auprès de l'un des services en ligne participant. L'inscription nécessite d'avoir un courriel et de présenter les 4 numéros officiels suivants :
- Numéro d'assurance maladie (délivré par la Régie de l'assurance maladie du Québec) ;
- Numéro d'assurance sociale (délivré par Service Canada) ;
- Numéro d'avis de cotisation issu d'une déclaration de revenus réalisée dans les 2 dernières années (délivré par Revenu Québec) ;
- Numéro de référence du permis de conduire québécois (délivré par la Société de l'assurance automobile du Québec) ou le numéro de référence de la carte d'assurance maladie (délivré par la Régie de l'assurance maladie du Québec, après 2018 seulement).

À la suite d'une inscription, le compte devient automatiquement utilisable avec tous les autres services gouvernementaux participants.